# Alfred Wydra

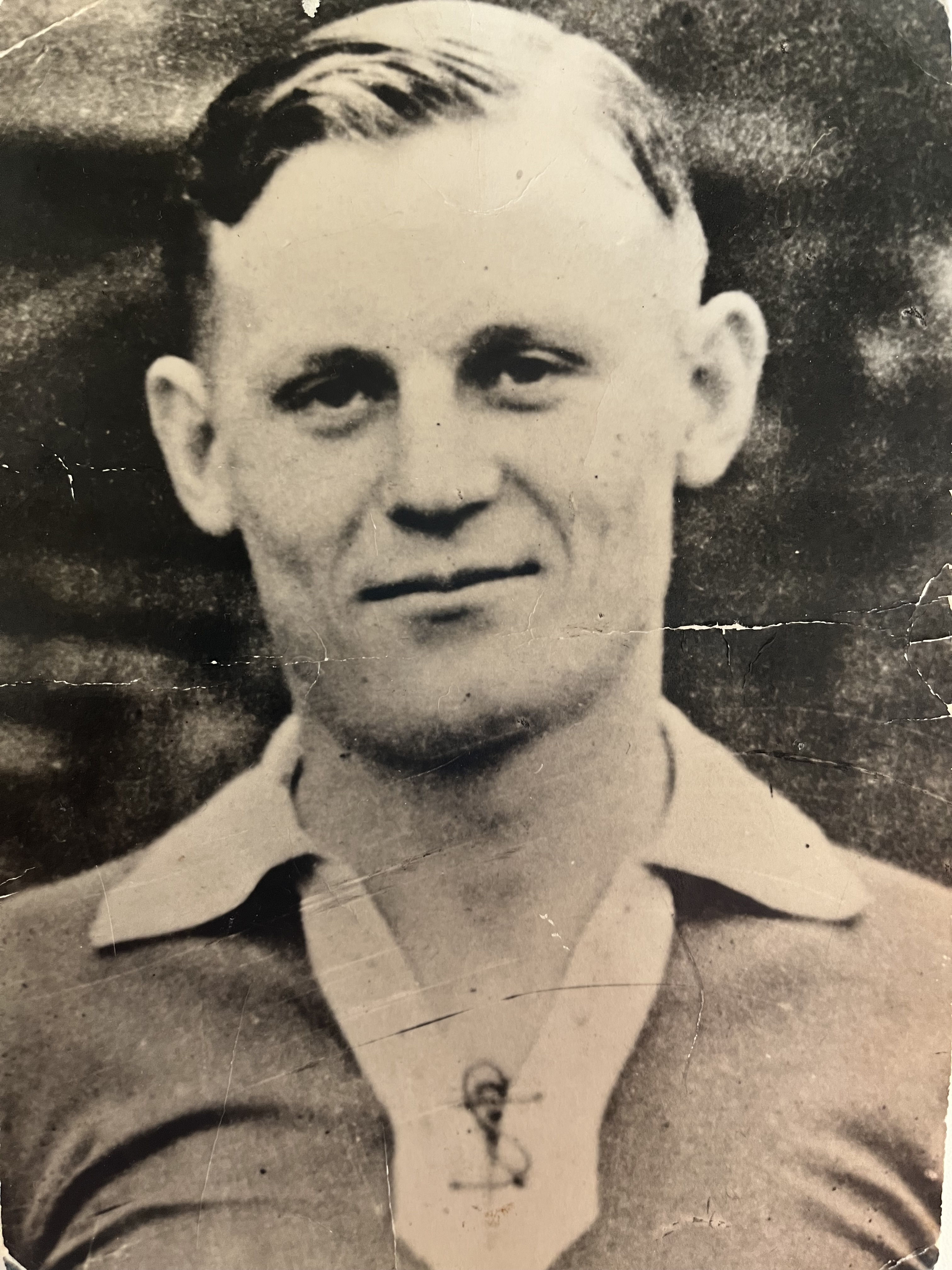
Alfred Wydra, * 03.04.1912 - ✝ April 1945 Mittelfeldspieler Vorwärts-Rasensport Gleiwitz

Alfred Wydra (* Lebensdaten unbekannt) war ein deutscher Fußballspieler.

## Karriere

### Vereine
Wydra gehörte Vorwärts-Rasensport Gleiwitz an und bestritt als Mittelfeldspieler von 1934 bis 1939 in der Gauliga Schlesien, in einer von 16 Gauligen in der Zeit des Nationalsozialismus als einheitliche höchste Spielklasse im Deutschen Reich, Punktspiele. Wurde die Premierensaison noch als Viertplatzierter abgeschlossen, so schlossen sich in den darauffolgenden zwei Spielzeiten die jeweiligen Gaumeisterschaften an, wie auch 1938 und 1939. Die Saison 1939/40 bestritt er in der Gruppe Oberschlesien, eine der in zwei Gruppen aufgeteilten Gauliga Schlesien, neben der Gruppe Mittel- und Niederschlesien. Das Gaumeisterschaftsfinale gegen den Breslauer FV 06 wurde nach Hin- und Rückspiel mit 14:3 gewonnen. In der Saison 1940/41 spielte er erneut in der leistungsdichteren und nicht in Gruppen unterteilten Gauliga Schlesien. Seine letzte Saison bestritt er dann in der Gauliga Oberschlesien, die er mit seiner Mannschaft als Drittplatzierter abschloss.
Als sechsmaliger Gaumeister Schlesien und den damit verbundenen Teilnahmen an den Endrundenspielen um die Deutsche Meisterschaft bestritt er insgesamt 30 Spiele, wobei er 1935, 1938 und 1939 jeweils alle sechs Gruppenspiele bestritt. 1936 kam er lediglich zweimal zum Einsatz, darunter das Spiel um Platz 3, das am 20. Juni 1936 im Berliner Poststadion mit 1:8 gegen den FC Schalke 04 verloren wurde.
1941 bestritt er ebenfalls sechs Spiele, vier in der Untergruppe 1a und zwei im Gruppenfinale, die im Hin- und Rückspiel gegen den Dresdner SC mit jeweils mit 0:3 verloren wurden. Sein erstes Tor erzielte er am 28. April 1935 im dritten Spiel der Gruppe A bei Yorck Boyen Insterburg mit den Treffern zum 1:0 in der 16. Minute.
Im 1935 eingeführten Wettbewerb um den Tschammerpokal, dem Pokalwettbewerb für Vereinsmannschaften, kam er von 1938 bis 1941 elfmal zum Einsatz und erzielte drei Tore. Sein Debüt gab er am 28. August 1938 beim 3:2-Erstrundensieg beim Polizei SV Berlin; sein erstes Tor erzielte er am 19. November 1939 beim 5:2-Zweitrundensieg über Hertha BSC mit dem Treffer zum 4:1 in der 47. Minute.

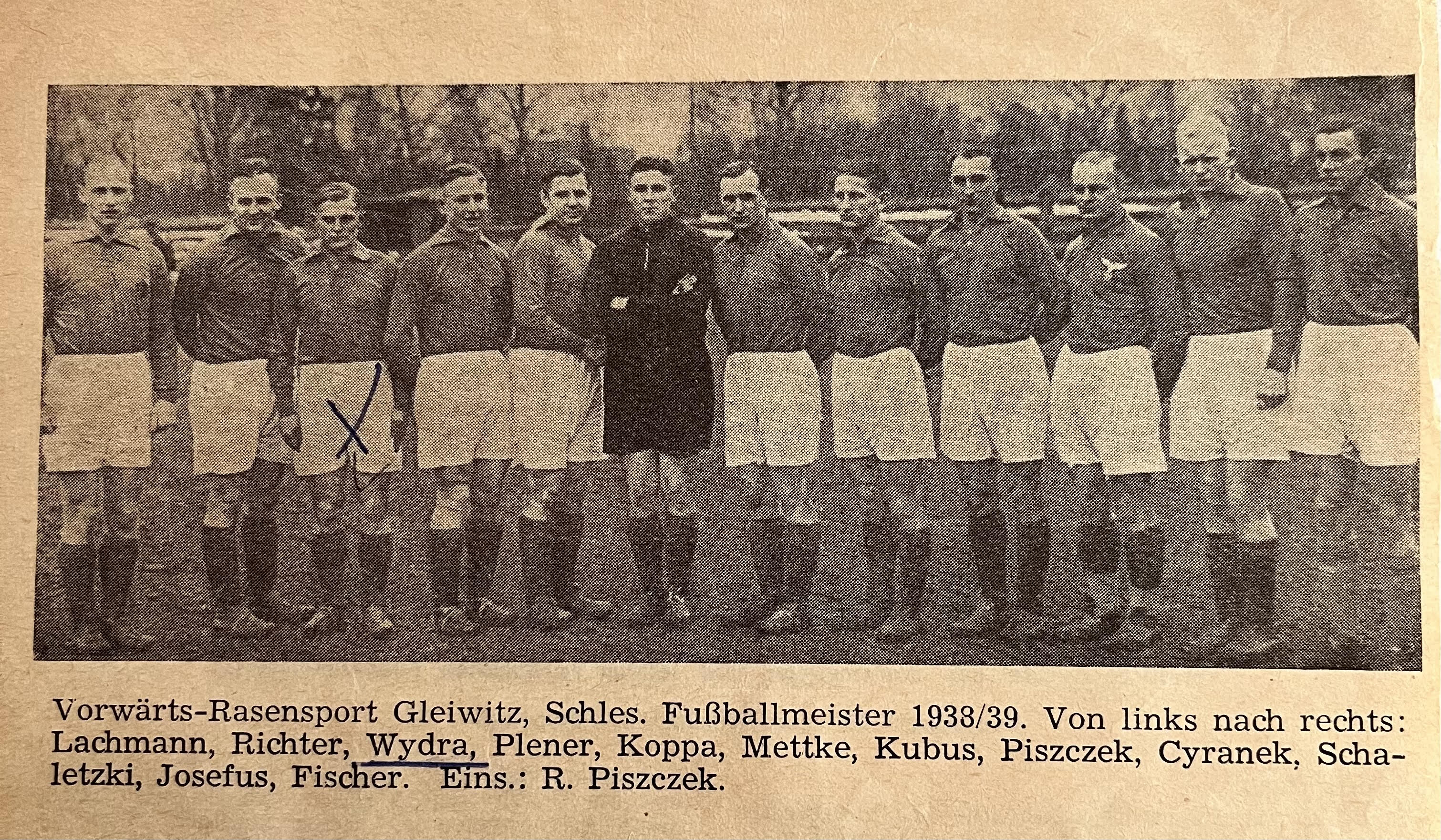
Vorwärts-Rasensport Gleiwitz

### Auswahlmannschaft
Als Spieler der Gauauswahlmannschaft Schlesien nahm er 1938/39 am Gauauswahlwettbewerb um den Reichsbundpokal teil. Nach Siegen über die Gauauswahlmannschaften Nordmark, Ostmark, Württemberg erreichte er das Finale, das am 5. März 1939 in Dresden mit 2:1 gegen die Gauauswahlmannschaft Bayern gewonnen wurde. Mit Wilhelm Koppa, Richard Kubus, Günther Mettke, Robert Pischzek, Ernst Plener und Reinhard Schaletzki spielten sechs weitere Spieler aus seinem Verein im Finale.

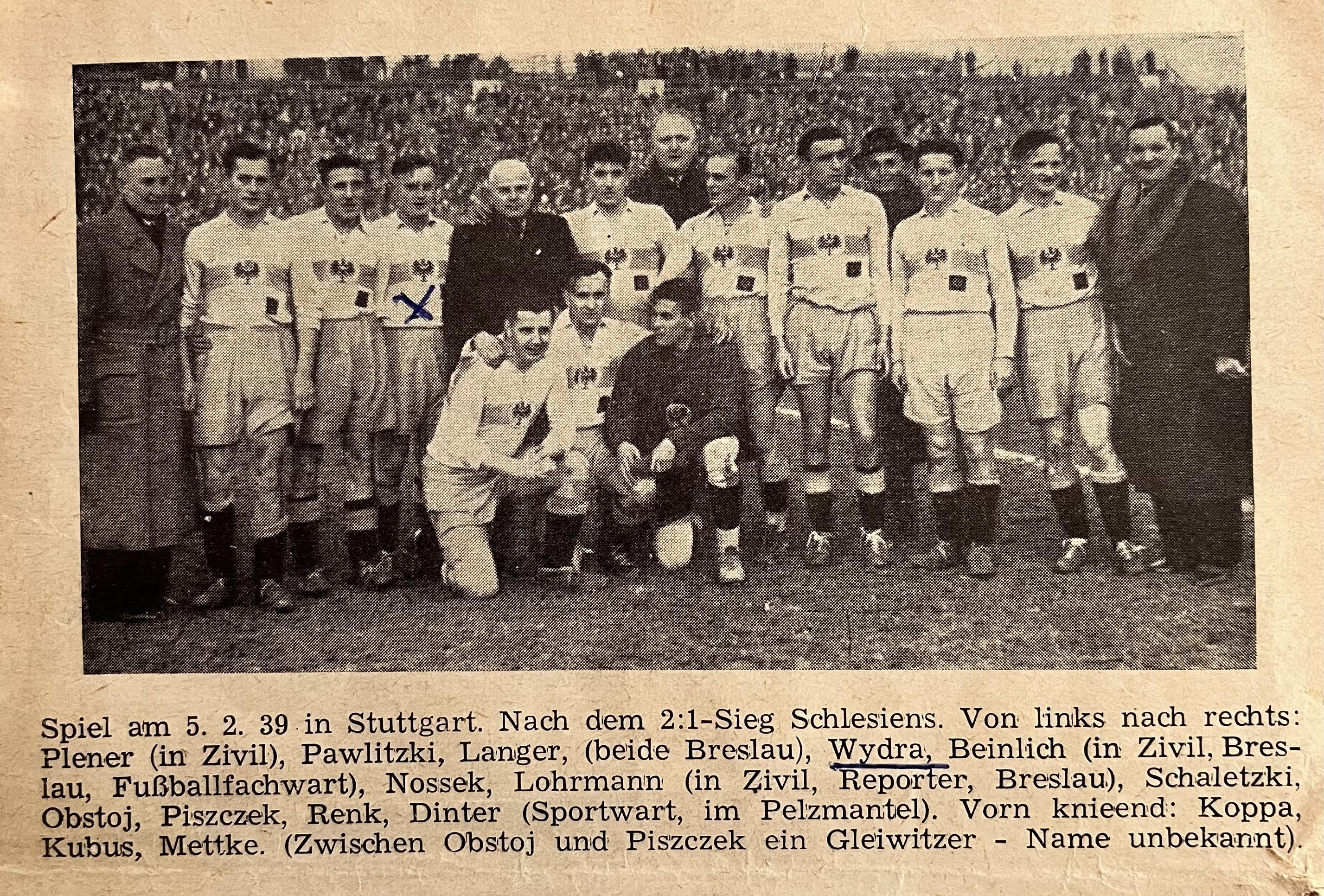
Spiel am 05.02.1939 in Stuttgart

## Erfolge
- Vierter der Deutschen Meisterschaft 1936
- Gaumeister Schlesien 1935, 1936, 1938, 1939, 1940, 1941
- Reichsbundpokal-Sieger 1939 (mit der Gau-Auswahl Schlesiens)

## Weblinks

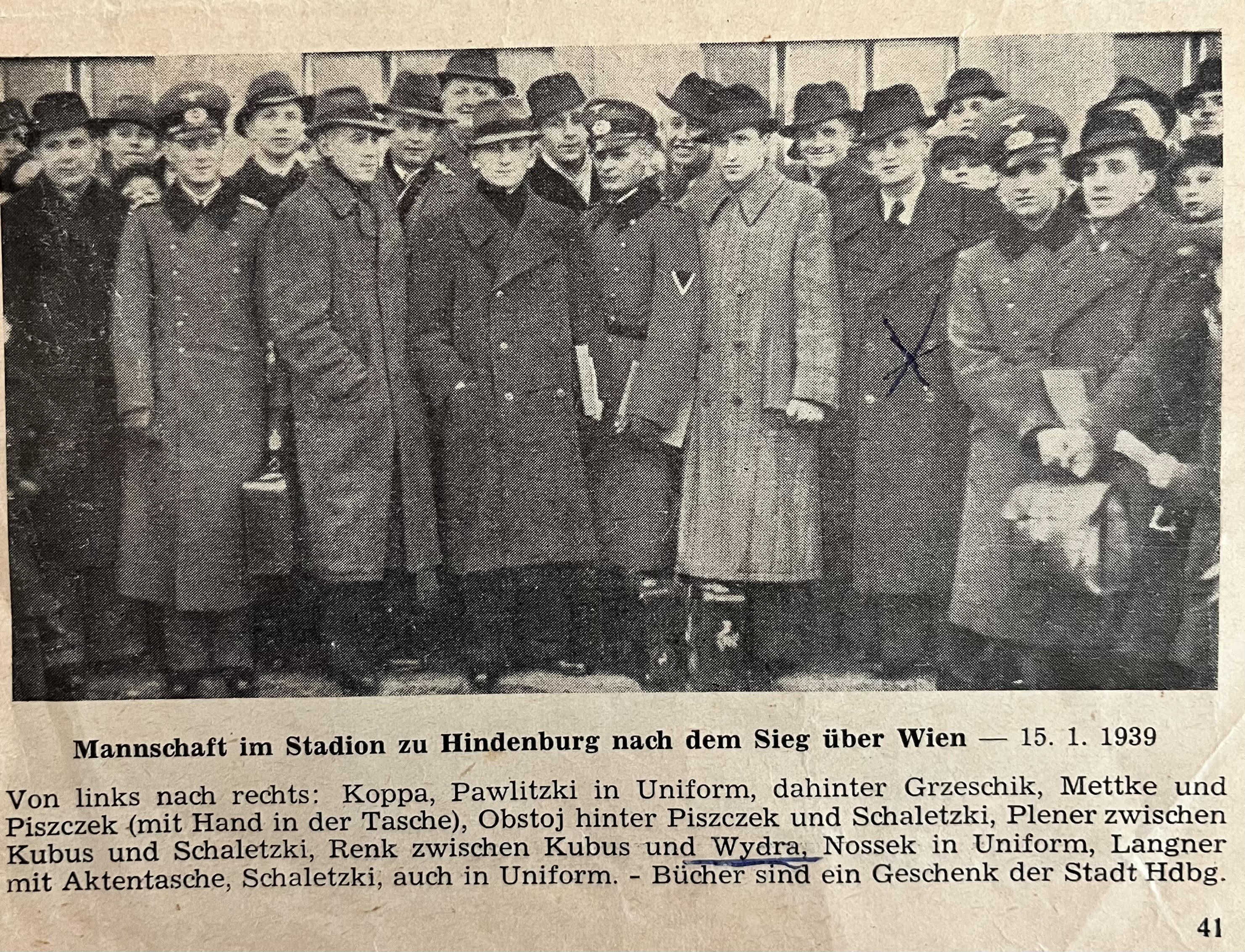
Mannschaft im Stadion in Hindenburg - 15.01.1939